# Gamma van Alpha en Bèta
Gamma van Alpha en Bèta was een Nederlands radioprogramma over "recente vorderingen in de wetenschap" dat van 16 oktober 1967 tot 28 november 1981 wekelijks door achtereenvolgens de NRU en de NOS werd uitgezonden op de zenders Hilversum 1 en Hilversum 2.
Dit wetenschapsprogramma werd samengesteld en gepresenteerd door onder anderen Gerton van Wageningen, Jan van Herpen en Anneke van der Stroom.